# Z 4400
Les Z 4400 sont d'anciennes automotrices électriques de la compagnie du PO-Midi dérivées des Z 4100 utilisées en service régional.
Ces quinze automotrices sont mises en service en 1935 et 1936 et assurent des liaisons sur Orléans-Limoges et Orléans-Tours. Elles sont ensuite utilisées comme navettes sur une grande partie du réseau sud-ouest, conservant cependant quelques trains omnibus. Les derniers exemplaires de la série sont radiés en 1985.

## Genèse de la série et caractéristiques

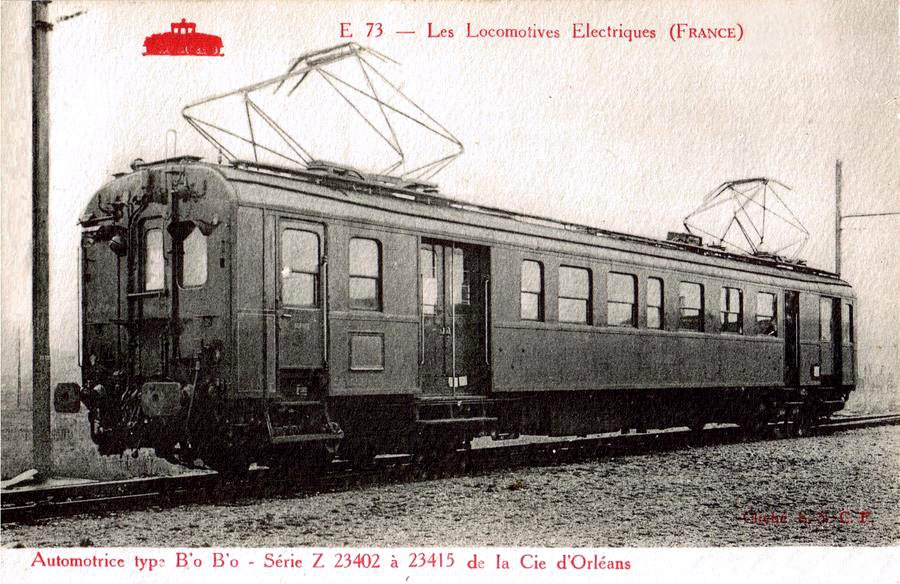
Automotrice PO Z 23400, future SNCF Z 4400.

Au début des années 1930, les lignes électrifiées du PO s'étendent vers le sud jusqu'à Tours (1933) et Brive (1935). Pour assurer les dessertes omnibus sur ces lignes, la compagnie met au point une série de quinze automotrices dérivées des Z 4100 qui donnent entière satisfaction depuis 1925.
Les nouvelles automotrices diffèrent des précédentes sur plusieurs points. Deux pantographes (au lieu d'un seul) limitent les risques de panne à ce niveau. Les quatre moteurs sont fournis par Jeumont (et non par General Electric). Les automotrices sont réversibles, dotées de deux cabines de conduite, dont l'une effaçable, lorsqu'elle n'est pas utilisée, pour agrandir le compartiment adjacent. Les compartiments de première et seconde classe sont aménagés avec quatre sièges de front et des toilettes sont installées au centre du véhicule.
Les Z 4400 développent une puissance continue de 560 kW, atteignant 730 kW en puissance unihoraire. Elles sont construites en utilisant le maximum d'éléments déjà présents sur les Z 4100, ce qui facilite la maintenance des deux séries et autorise l’interchangeabilité des organes. Elles peuvent circuler à 90 km/h seules, tracter une ou deux voitures du parc ou une remorque conçues pour les Z 4100. Elles peuvent aussi être exploitées en unités multiples entre elles ou avec des Z 4100.

## Services et carrière

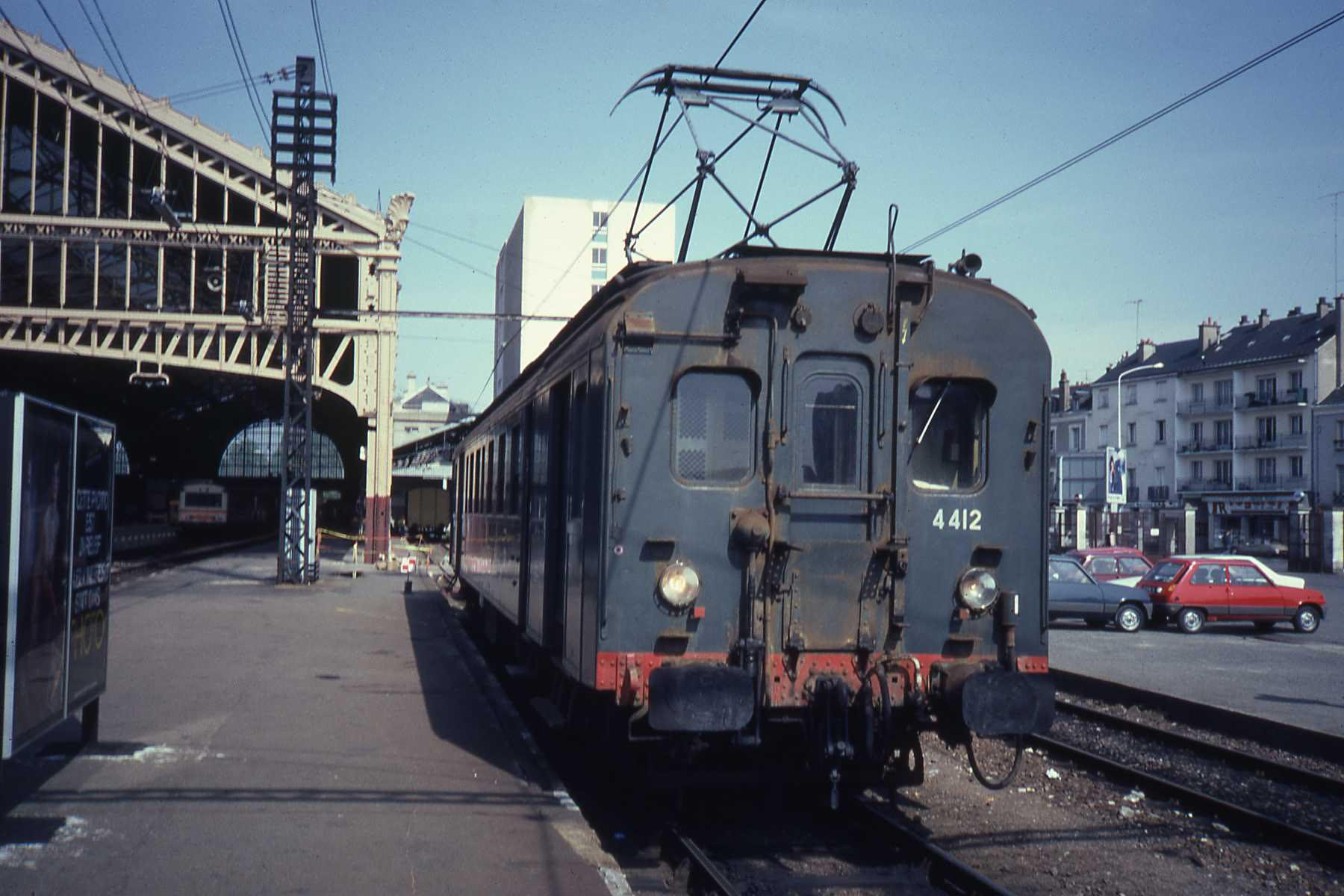
Z 4412 à Tours en 1983.

Leur conception et leur utilisation font des Z 4400 les premières automotrices spécifiquement destinées au service omnibus en ligne, avant les Z 7100 et les Z2. Elles sont, au moment de leur mise en service, les automotrices les plus abouties et performantes de tout le parc français.
C'est le 7 avril 1933 que le PO passe commande des quinze Z 23400 mais les automotrices sont mises en service entre septembre 1935 et septembre 1936 au PO-Midi. Affectées au dépôt d'Orléans, elles sont engagées sur Orléans-Vierzon-Limoges et Orléans-Blois-Tours. Pendant la Seconde Guerre mondiale les Z 23401 et 23409 sont détruites, respectivement à Tours en 1943 — les installations sont bombardées du 14 au 18 février — et à Orléans en 1944. En 1950, alors que le dépôt des AUbrais remplace celui d'Orléans, la série est renumérotée Z 4402 à 4408 et Z 4410 à 4415 — les numéros correspondant aux exemplaires détruits ne sont pas utilisés.
À la fin des années 1960 et au début des années 1970, la série est ventilée sur de nombreux dépôts de la région Sud-Ouest de la SNCF et affectée à des navettes ouvrières ou, autour de Toulouse, à des services commerciaux. La Z 4404, accidentée en 1973, est radiée. C'est en 1984 que les Z 4400 cessent tout service commercial, autour de Tarbes, mais deux unités circulent encore entre Tours et Saint-Pierre-des-Corps (navettes ouvrières) jusqu'en 1985. Ces deux automotrices, Z 4412 et 4415, sont radiées des effectifs en novembre 1985.
Les dépôts d'Orléans, les Aubrais, Tarbes, Brive-la-Gaillarde, Toulouse, Limoges, Paris-Sud-Ouest et Tours-Saint-Pierre ont compté, à un moment où à un autre, une ou plusieurs Z 4400 à leurs effectifs.

## Modélisme
Les Z 4400 ont été reproduites à l'échelle HO par les artisans ApocopA sous forme de transkit (caisse en résine à monter sur un châssis de son choix) et Perl Model (kit en laiton à monter).
À l'échelle N en 1989, le magasin Transmondia de Paris a réalisé à 300 exemplaires une rame Z 4400 composée d'une motrice et de deux voitures en livrée verte.